# In the Army Now (cântec)
"In the Army Now" este un cântec al duoului olandez de origine sud-africană Rob și Ferdi Bolland, înregistrat în 1981. Piesa a fost 6 săptămâni consecutive în topul clasamentelor muzicale norvegiene. Ulterior cântecul a fost înregistra și de formațiarock britanică Status Quo, pe albumul lor din 1986, In the Army Now, ajungând pe poziția #2 în UK Singles Chart.
Solistul formației rock englezești Slade, Noddy Holder a avut o apariție vocală în versiunea cântecului de Status Quo, interpretând linia "Stand up and fight."

## Versuri
În 2010, Status Quo a lansat piesa cu versurile modificate, înlocuind unele pasaje originale cu tematica anti-război a versiunii din 1986. Examples:
„A vacation in a foreign land
Uncle Sam does the best he can
…
Your finger's on the trigger but it don't seem right”—Versiunea din 1986
„You're on your way to a foreign land
Now's the time to do what you can
…
Your finger's on the trigger, now it's time to fight”—Versiunea din 2010

## Lista pieselor
7" single
1. "In the Army Now" (Bolland/Bolland) — 3:52
2. "Heartburn" (Patrick/Parfitt/Rossi) — 4:44

12" maxi
A-Side
1. "In the Army Now" (mix militar) — 5:55

B-Side
1. "Heartburn" (Patrick/Parfitt/Rossi) — 4:44
2. "Late Last Night" (Young/Parfitt/Rossi) — 2:58

## Clasamente și certificări

### Versiunea Bolland & Bolland
| Clasament (1982)                   | Poziție |
| ---------------------------------- | ------- |
| Finlanda (Suomen virallinen lista) | 1       |
| Norvegia (VG-lista)                | 1       |
| Suedia (Sverigetopplistan)         | 2       |
| Africa de Sud (Springbok Radio)    | 9       |

### Versiunea Status Quo
| Clasament (1986–1987)                | Poziții |
| ------------------------------------ | ------- |
| Austria (Ö3 Austria Top 40)          | 1       |
| Belgia (Ultratop 50 Flanders)        | 15      |
| Belgia (VRT Top 30 Flanders)         | 12      |
| Finlanda (Suomen virallinen lista)   | 20      |
| Franța (SNEP)                        | 2       |
| Germania (Media Control Charts)      | 1       |
| Irlanda (IRMA)                       | 1       |
| Olanda (Dutch Top 40)                | 11      |
| Olanda (Single Top 100)              | 15      |
| Norvegia (VG-lista)                  | 2       |
| Poland (LP3)                         | 1       |
| Spania (AFYVE)                       | 2       |
| Suedia (Sverigetopplistan)           | 6       |
| Elveția (Schweizer Hitparade)        | 1       |
| UK Singles (Official Charts Company) | 2       |

| Clasament (2010)                     | Poziții |
| ------------------------------------ | ------- |
| UK Singles (Official Charts Company) | 31      |

| Clasament(1986) | Poziție |
| --------------- | ------- |
| Franța (SNEP)   | 12      |

| Clasament (1987)              | Poziție |
| ----------------------------- | ------- |
| Austria (Ö3 Austria Top 40)   | 11      |
| Spania (PROMUSICAE)           | 8       |
| Elveția (Schweizer Hitparade) | 25      |

| Regiune | Certificări | Vânzări  |
| --- | ----------- | -------- |
| Franța (SNEP) | Gold        | 652,000  |
| Regatul Unit (BPI) | Silver      | 250.000^ |
| *cifrele de vânzări sunt bazate pe un singur certificat ^cifrele cargo sunt bazate pe un singur certificat xcifrele nespecificate sunt bazate pe un singur certificat |             |          |